# Cox's Creek
Cox's Creek är ett vattendrag i Australien. Det ligger i delstaten South Australia, omkring 20 kilometer sydost om delstatshuvudstaden Adelaide.
Trakten runt Cox's Creek består till största delen av jordbruksmark. Runt Cox's Creek är det ganska glesbefolkat, med 35 invånare per kvadratkilometer. Genomsnittlig årsnederbörd är 729 millimeter. Den regnigaste månaden är juni, med i genomsnitt 133 mm nederbörd, och den torraste är december, med 21 mm nederbörd.